# Colletotrichum neriicola
Colletotrichum neriicola är en svampart som beskrevs av Hüseyin & Selçuk 2001. Colletotrichum neriicola ingår i släktet Colletotrichum och familjen Glomerellaceae.   Inga underarter finns listade i Catalogue of Life.